# Atletismo nos Jogos Pan-Americanos de 2003 - 110 m com barreiras masculino
A final dos dos 110 m com barreiras masculino nos Jogos Pan-Americanos de 2003 foi realizada em 9 de agosto de 2003, com as eliminatórias realizadas no dia anterior. 

## Calendário
| Data        | Fase          |
| ----------- | ------------- |
| 8 de agosto | Eliminatórias |
| 9 de agosto | Final         |

## Medalhistas
| Ouro   | CUB Yuniel Hernández |
| Prata  | USA Larry Wade       |
| Bronze | BRA Márcio de Souza  |

## Recordes
Recordes mundial e pan-americano antes da disputa dos Jogos Pan-Americanos de 2003.
| Tipo                             | Atleta        | Tempo | Local     | Data                 |
| -------------------------------- | ------------- | ----- | --------- | -------------------- |
|                                  | Colin Jackson | 12.91 | Stuttgart | 20 de agosto de 1993 |
| Recorde dos Jogos Pan-Americanos | Anier Garcia  | 13.17 | Winnipeg  | 30 de julho de 1999  |

## Resultados

### Eliminatórias
Classificação: Os dois primeiros de cada bateria (Q) e os próximos 2 mais rápidos (q) classificaram para a final.
Vento: N/A
Heat 1: +0.9 m/s, Heat 2: +0.7 m/s, Heat 3: +1.8 m/s
| Posição | Eliminatória | Nome                 | Nacionalidade      | Tempo | Notas |
| ------- | ------------ | -------------------- | ------------------ | ----- | ----- |
| 1       | 2            | Larry Wade           | USA Estados Unidos | 13.35 | Q     |
| 2       | 2            | Yuniel Hernández     | CUB Cuba           | 13.39 | Q     |
| 3       | 1            | Joshua Walker        | USA Estados Unidos | 13.54 | Q     |
| 3       | 1            | Redelén dos Santos   | BRA Brasil         | 13.54 | Q     |
| 3       | 2            | Dudley Dorival       | HAI Haiti          | 13.54 | q     |
| 6       | 2            | Charles Allen        | CAN Canadá         | 13.58 | q     |
| 7       | 3            | Márcio de Souza      | BRA Brasil         | 13.67 | Q     |
| 8       | 3            | Jackson Quiñónez     | ECU Equador        | 13.70 | Q     |
| 9       | 1            | Dominique Degrammont | HAI Haiti          | 13.78 |       |
| 10      | 3            | Karl Jennings        | CAN Canadá         | 13.80 |       |
| 11      | 1            | Paulo Villar         | COL Colômbia       | 13.81 |       |
| 11      | 3            | Chris Pinnock        | JAM Jamaica        | 13.81 |       |
| 13      | 1            | Anier García         | CUB Cuba           | 13.83 |       |
| 14      | 1            | Ricardo Melbourne    | JAM Jamaica        | 13.90 |       |
| 15      | 2            | Hugh Henry           | BAR Barbados       | 14.01 |       |
| 16      | 3            | Alleyne Lett         | GRN Granada        | 14.10 |       |

### Final
Vento: -0.2 m/s
| Posição           | Nome               | Nacionalidade      | Tempo | Notas |
| ----------------- | ------------------ | ------------------ | ----- | ----- |
| Medalha de ouro   | Yuniel Hernández   | CUB Cuba           | 13.35 |       |
| Medalha de prata  | Larry Wade         | USA Estados Unidos | 13.35 |       |
| Medalha de bronze | Márcio de Souza    | BRA Brasil         | 13.45 |       |
| 4                 | Redelén dos Santos | BRA Brasil         | 13.48 |       |
| 5                 | Dudley Dorival     | HAI Haiti          | 13.48 |       |
| 6                 | Jackson Quiñónez   | ECU Equador        | 13.64 |       |
| 7                 | Charles Allen      | CAN Canadá         | 13.66 |       |
| 8                 | Joshua Walker      | USA Estados Unidos | 13.75 |       |